# Marinela Ninewa
Marinela Ninewa (bulgarisch Маринела Нинева; * 4. Januar 1993 in Drjanowo) ist eine bulgarische Leichtathletin, die sich auf den Langstreckenlauf spezialisiert hat. 

## Sportliche Laufbahn
Erste internationale Erfahrungen sammelte Marinela Ninewa im Jahr 2014, als sie bei den Balkan-Halbmarathonmeisterschaften in Durrës in 1:22:01 h den fünften Platz belegte. 2017 wurde sie beim Stara-Sagora-Halbmarathon in 1:19:58 h Zweite und beim Sofia-Halbmarathon lief sie nach 1:19:38 h ein. Bei den Balkan-Halbmarathonmeisterschaften 2018 in Sarajevo erreichte sie in 1:19:31 h Rang fünf und bei den Balkan-Meisterschaften in Stara Sagora belegte sie im 5000-Meter-Lauf in 17:20,71 min den sechsten Platz. Im Jahr darauf klassierte sie sich dann bei den Balkan-Meisterschaften in Prawez in 17:42,98 min auf dem fünften Platz, wie auch bei den Meisterschaften 2020 in Cluj-Napoca. In diesem Jahr siegte sie in 2:57:52 h beim Kjustendil-Marathon und wurde beim Wizz Air Sofia-Halbmarathon nach 1:17:33 h Dritte. 2021 belegte sie bei den Balkan-Hallenmeisterschaften in Istanbul in 9:51,62 min den fünften Platz über 3000 Meter und wurde Mitte April in 2:46:36 h Dritte bei den Marathon-Balkan-Meisterschaften in Kiew. Anschließend klassierte sie sich bei den Balkan-Meisterschaften in Smederevo mit 16:53,97 min auf dem sechsten Platz über 5000 m. Mitte September siegte sie in 1:16:02 h bei den Balkan-Halbmarathon-Meisterschaften in Bitola und kurz darauf siegte sie beim Kjustendil-Halbmarathon in 1:17:36 h. Im Jahr darauf wurde sie bei den Balkan-Hallenmeisterschaften in Istanbul in 9:44,77 min Sechste über 3000 Meter. Im April belegte sie bei den Marathon-Balkan-Meisterschaften in Tirana in 1:16:41 h den vierten Platz und im Juni gelangte sie bei den Balkan-Meisterschaften in Craiova in 9:48,77 min den siebten Platz über 3000 Meter und gelangte mit 16:42,97 min auf Rang sechs über 5000 Meter. Im August wurde sie bei den Europameisterschaften in München nach 2:45:40 h 45. im Marathon. 2023 siegte sie in 2:41:02 h beim Sofia-Marathon und gewann bei den Marathon-Balkan-Meisterschaften in 2:47:42 h die Goldmedaille. Bei den erstmals ausgetragenen Straßenlauf-Europameisterschaften 2025 in Löwen gelangte sie nach 1:15:07 h auf den 24. Platz im Halbmarathon.
In den Jahren 2018 und 2021 wurde Ninewa bulgarische Meisterin im 5000-Meter-Lauf und 2021 wurde sie Hallenmeisterin über 3000 Meter. 2021 wurde sie nationale Meisterin im 10.000-Meter-Lauf sowie im Halbmarathon.

## Persönliche Bestleistungen
- 3000 Meter: 9:48,77 min, 18. Juni 2022 in Craiova
  - 3000 Meter (Halle): 9:44,77 min, 5. März 2022 in Istanbul
- 5000 Meter: 16:42,62 min, 12. Juni 2022 in Weliko Tarnowo
- 10.000 Meter: 35:35,18 min, 8. Mai 2021 in Russe
- 10-km-Straßenlauf: 34:41 min, 10. November 2024 in Gevgelija
- Halbmarathon: 1:14:00 h, 31. März 2024 in Stara Sagora
- Marathon: 2:37:31 h, 15. Dezember 2024 in Mersin